# Ласкиоя
Ласкиоя — река в Мурманской области России. Протекает по территории Кандалакшского района. Левый приток реки Саллайоки.
Длина реки составляет 10 км. Площадь бассейна 57,9 км².
Берёт начало в безымянном озере на западном склоене горы Сойкуривара на высоте 308 метров над уровнем моря. Протекает по лесной болотистой местности в северо-восточном направлении. Впадает в Саллайоки близ урочища Лампела. Населённых пунктов на реке нет. Через Ласкиою в нижнем течении перекинут автомобильный мост.

## Данные водного реестра
По данным государственного водного реестра России относится к Баренцево-Беломорскому бассейновому округу, водохозяйственный участок реки — Тенниёйоки. Речной бассейн реки — бассейны рек Кольского полуострова и Карелии.
Код объекта в государственном водном реестре — 02020020012102000007896.